# 8146 Jimbell
8146 Jimbell eller 1983 WG är en asteroid i huvudbältet som upptäcktes den 28 november 1983 av den amerikanske astronomen Edward L.G. Bowell vid Anderson Mesa Station. Den är uppkallad efter den amerikanske astronomen James Francis Bell III.
Asteroiden har en diameter på ungefär 19 kilometer.